# Lauchhammer-Süd
Lauchhammer-Süd (ehemals Dolsthaida, sorbisch Tołsty) ist ein Stadtteil der Stadt Lauchhammer im südbrandenburgischen Landkreis Oberspreewald-Lausitz. Er befindet sich nördlich der Bundesstraße 169 an der Bahnstrecke Węgliniec–Falkenberg/Elster und an der Schwarzen Elster.

## Geschichte

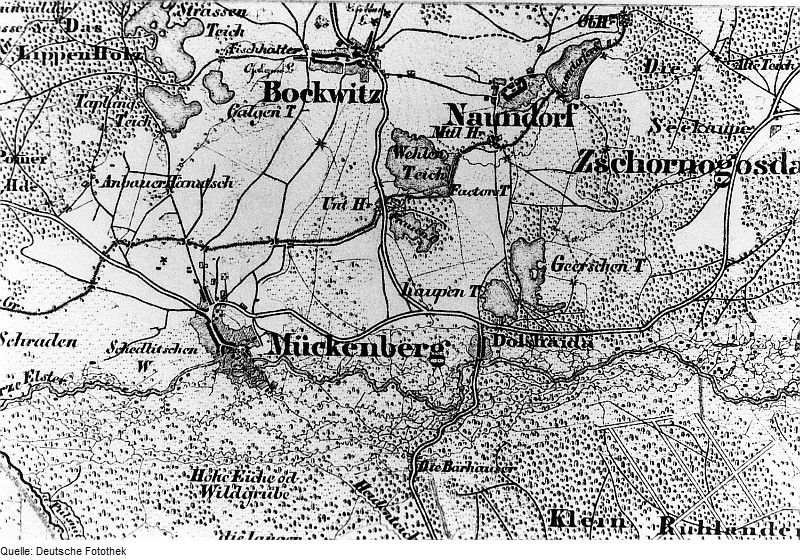
Dolsthaida auf einer topografischen Karte von 1847

Dolsthaida auf einer geschichtlichen Karte des Kreises Liebenwerda (1910).

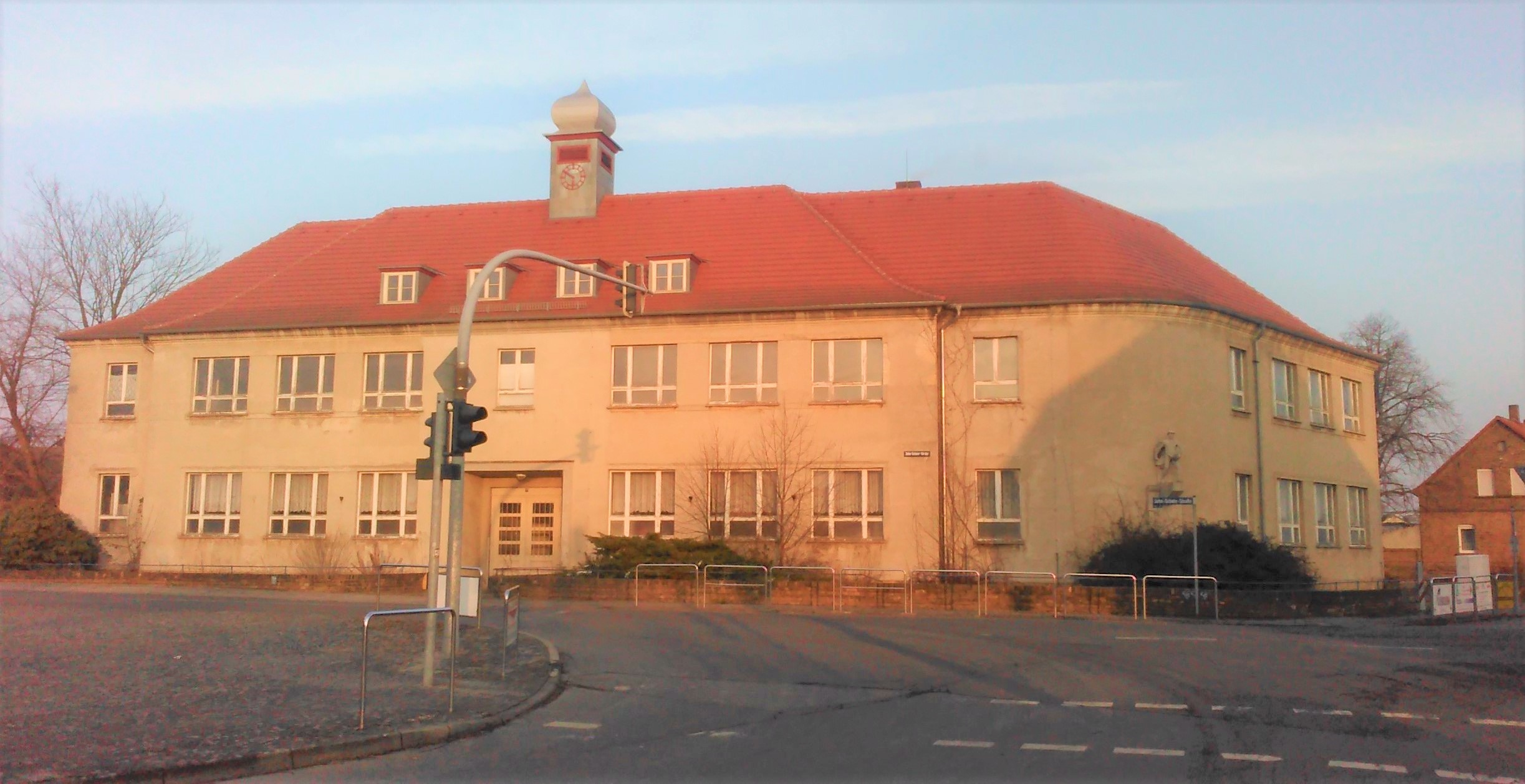
Ehemalige Volksschule in Dolsthaida, heute Lauchhammer-Süd

Dolsthaida wurde am 22. September 1798 erstmals urkundlich als Dolst-Hyde erwähnt. Der Ortsname Dolsthaida (früher auch „Dolst Heyde“) bezieht sich ursprünglich auf ein kleines Waldstück, das einem Bockwitzer Einwohner mit dem Namen „Dolst“ gehörte. Der auf Schloss Mückenberg sitzende Detlev Carl Graf von Einsiedel ließ hier eine anfangs 133 Hektar umfassende Kolonie anlegen, dessen erstes Haus zu Ostern im Jahr 1800 übergeben wurde. Diese Kolonie umfasste zehn Häuser, die an einer neugeschaffenen Straße nach Bärhaus lagen. Diese Verbindungsstraße führte über einen aufgeschütteten Damm, der die 13 neuen Elsterbrücken über Bärhaus mit Ortrand und Dresden verband. Der erste Anbauer war der Inspektor Johann Heinrich Wilhelm Vogel. Im Jahr 1906 ging aus der Kolonie schließlich die Gemeinde Dolsthaida hervor.
1899 erhielt der Ort ein erstes eigenes Schulhaus. Zuvor mussten die Kinder der Gemeinde die Schule in Mückenberg besuchen, die sie bis zur ab dem Jahre 1852 erfolgenden Elsterregulierung auch mit dem Kahn über die zahlreich verlaufenden Arme der Schwarzen Elster erreichen konnten.
Spätestens mit dem nördlich der Ortslage erfolgenden Bau der Brikettfabrik „Emanuel“ und deren Eröffnung im Jahre 1902, begann auch in Dolsthaida die Industrialisierung und die örtliche Bevölkerungszahl stieg.
1950 erfolgte der Zusammenschluss der Orte Mückenberg, Lauchhammer, Bockwitz und Dolsthaida zur Großgemeinde Lauchhammer, welche kurze Zeit später 1953 das Stadtrecht erhielt. Im Jahr 1952 kamen Dolsthaida und die anderen Orte der Großgemeinde an den neugeschaffenen Kreis Senftenberg.
In den 1980er Jahren erfolgte in zehnjähriger Bauzeit die Errichtung eines Industriekraftwerkes, das als Ersatz für das „Kraftwerk 69“ und die Fernwärmeversorgung dienen sollte. Die zwei Generatoren sollten eine Leistung von je 32 kW haben und die vier Kessel einen Bedarf von je 120 Tonnen Kohle pro Stunde. Mit der politischen Wende in der DDR wurde der Bau 1991 allerdings eingestellt und die Industrieanlagen, die zu 85 Prozent fertiggestellt waren, ab 1999 wieder abgerissen. Ebenso wurden auch die Anlagen der nahe gelegenen und 1991 beziehungsweise 1992 stillgelegten „Brikettfabriken 69/1 und 69/2“ abgerissen.

### Einwohnerentwicklung
| 1875 | 155  | 1890 | 100  | 1910 | 624  | 1925 | 1113 | 1933 | 1517 |
| 1939 | 2166 | 1946 | 3069 | 2007 | 1528 |      |      |      |      |

## Kultur und Sehenswürdigkeiten
Die evangelische Johanneskirche des Stadtteils wurde 1957 eingeweiht. Die einstmals selbständige Kirchengemeinde Dolsthaida wurde später in die Pfarrstelle Mückenberg eingepfarrt. Mit der Errichtung der Johanneskirche erlangte die Kirchengemeinde als Lauchhammer-Süd mit einem eigenen Pfarrer wieder Selbständigkeit. Seit 2003 gehört Lauchhammer-Süd zum Pfarrsprengel Schwarzheide-West.

## Wirtschaft und Infrastruktur

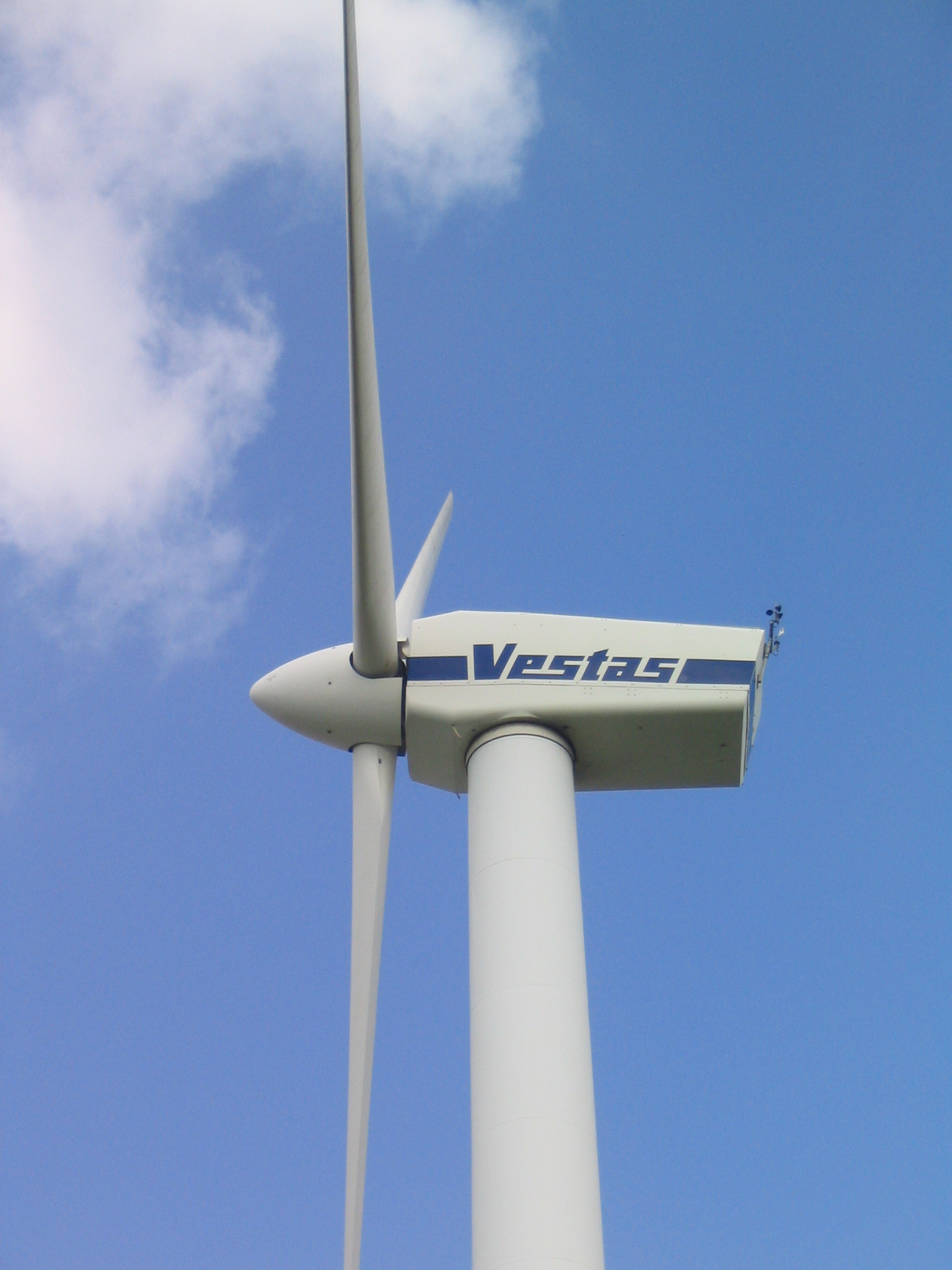
Vestas-Turbine

Lauchhammer-Süd besitzt ein 52 Hektar großes Gewerbegebiet und befindet sich nördlich der Bundesstraße 169 an der Bahnstrecke Węgliniec–Falkenberg/Elster. Wenige Kilometer westlich des Stadtteils verläuft die Bundesautobahn 13.
Das größte ansässige Unternehmen war der Windanlagenbauer Vestas, welcher in seiner örtlichen Produktionsstätte hauptsächlich Rotorblätter seiner Windkraftanlagen fertigte und den Standort 2022 schloss. Direkt im Anschluss übernahm "SVolt" den Standort und kündigte den (Aus-)Bau einer Batteriezellfabrik auf dem ehemaligen Vestas-Gelände an.